# Runge (Texas)
Runge es un pueblo ubicado en el condado de Karnes en el estado estadounidense de Texas. En el Censo de 2010 tenía una población de 1031 habitantes y una densidad poblacional de 327,63 personas por km².

## Geografía
Runge se encuentra ubicado en las coordenadas 28°53′7″N 97°42′46″O / 28.88528, -97.71278. Según la Oficina del Censo de los Estados Unidos, Runge tiene una superficie total de 3.15 km², de la cual 3.13 km² corresponden a tierra firme y (0.66%) 0.02 km² es agua.

## Demografía
Según el censo de 2010, había 1031 personas residiendo en Runge. La densidad de población era de 327,63 hab./km². De los 1031 habitantes, Runge estaba compuesto por el 80.12% blancos, el 2.13% eran afroamericanos, el 0% eran amerindios, el 0.48% eran asiáticos, el 0% eran isleños del Pacífico, el 14.94% eran de otras razas y el 2.33% pertenecían a dos o más razas. Del total de la población el 68.48% eran hispanos o latinos de cualquier raza.